# Viana do Bolo

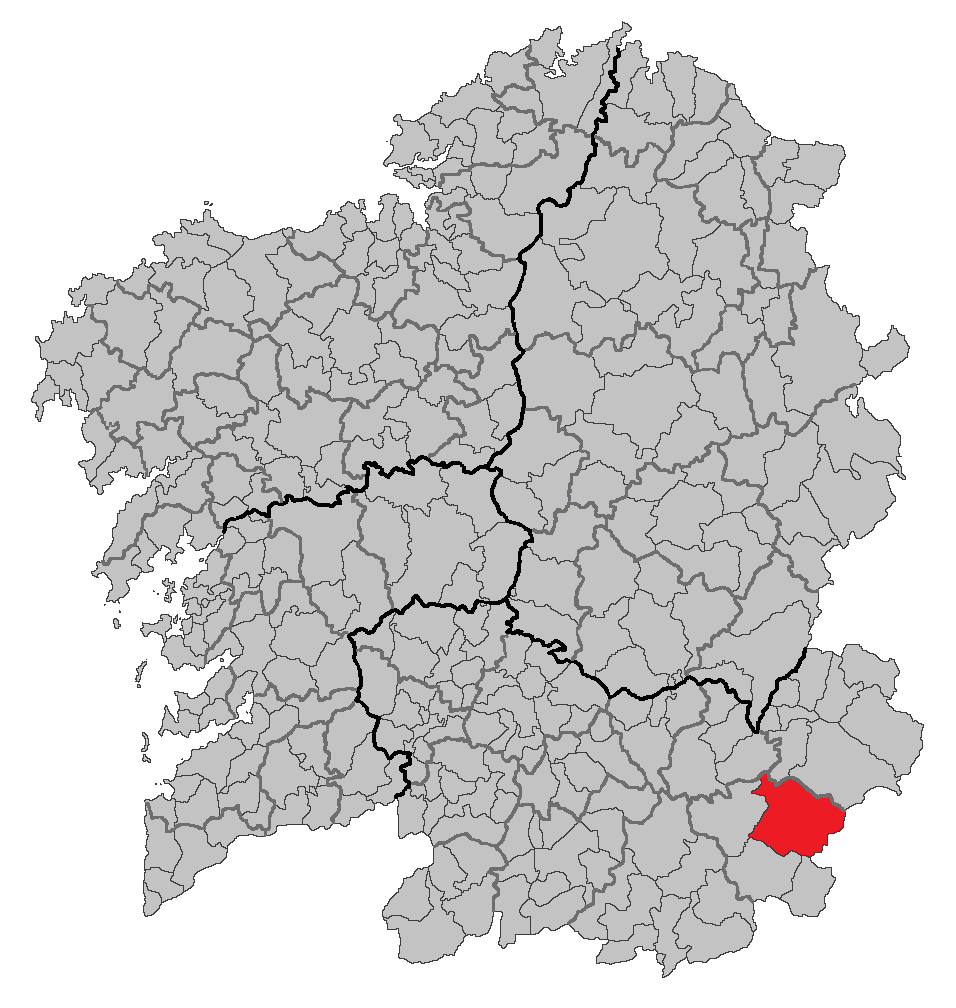
Situation in Ourense in Galicia

Viana do Bolo (tiếng Tây Ban Nha Viana del Bollo) là một đô thị trong tỉnh Ourense, thuộc vùng Galicia ở tây bắc Tây Ban Nha. 